# Cribromiliolinella
Cribromiliolinella es un género de foraminífero bentónico de la subfamilia Miliolinellinae, de la familia Hauerinidae, de la superfamilia Milioloidea, del suborden Miliolina y del orden Miliolida. Su especie tipo es Triloculina subvalvularis. Su rango cronoestratigráfico abarca el Holoceno.

## Discusión
Clasificaciones más recientes han incluido Cribromiliolinella en la Subfamilia Scutulorinae, de la Familia Quinqueloculinidae.

## Clasificación
Cribromiliolinella incluye a la siguiente especie:
- Cribromiliolinella subvalvularis